# Zimbabobrium dauberi
Zimbabobrium dauberi är en skalbaggsart som beskrevs av Karl Adlbauer 2000. Zimbabobrium dauberi ingår i släktet Zimbabobrium och familjen långhorningar.
Artens utbredningsområde är Zimbabwe. Inga underarter finns listade i Catalogue of Life.